# Uomini d'arme di casa Visconti-Panigarola

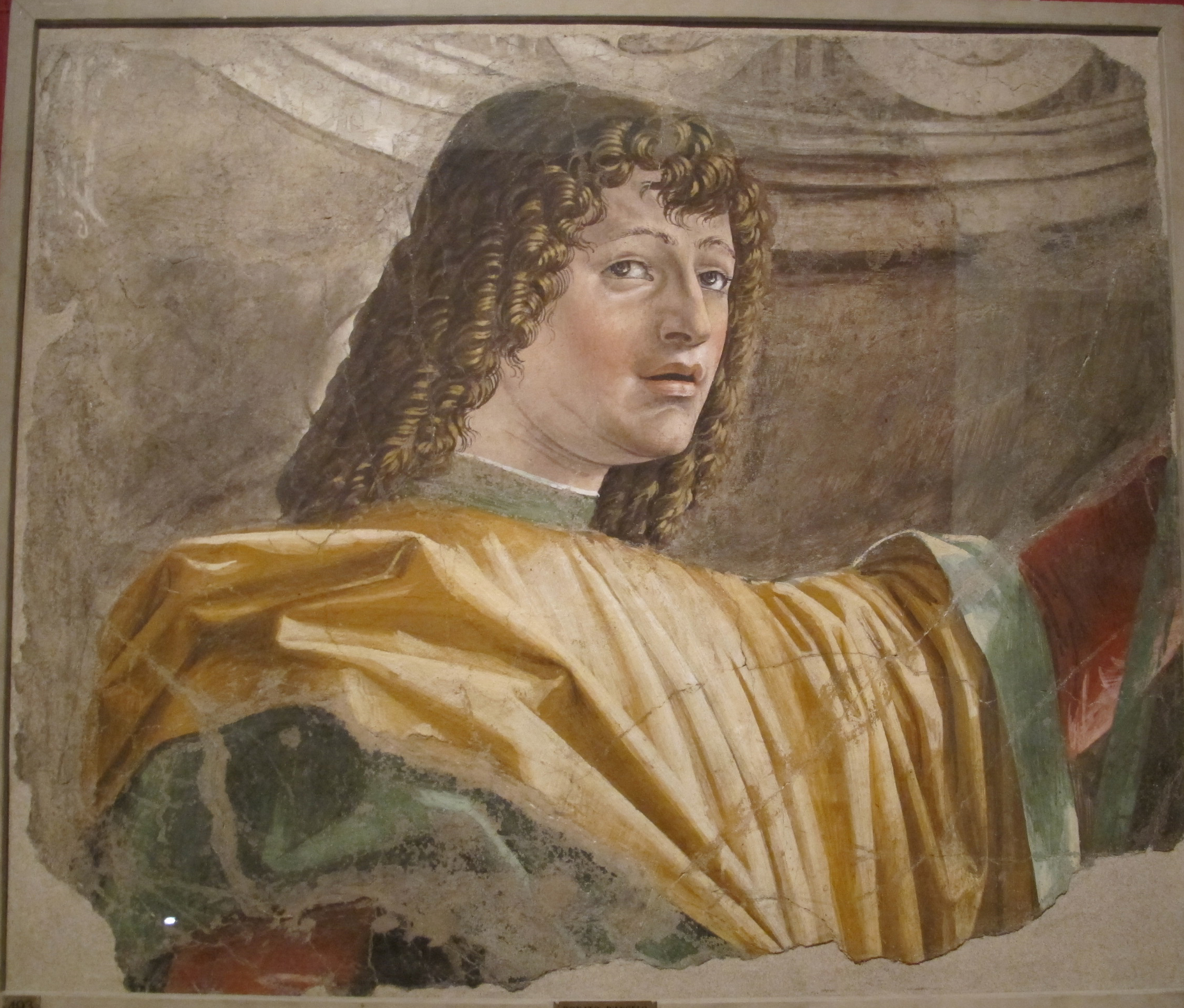
Bramante, Uomo dall'alabarda, 1486-87, Milano, Pinacoteca di Brera

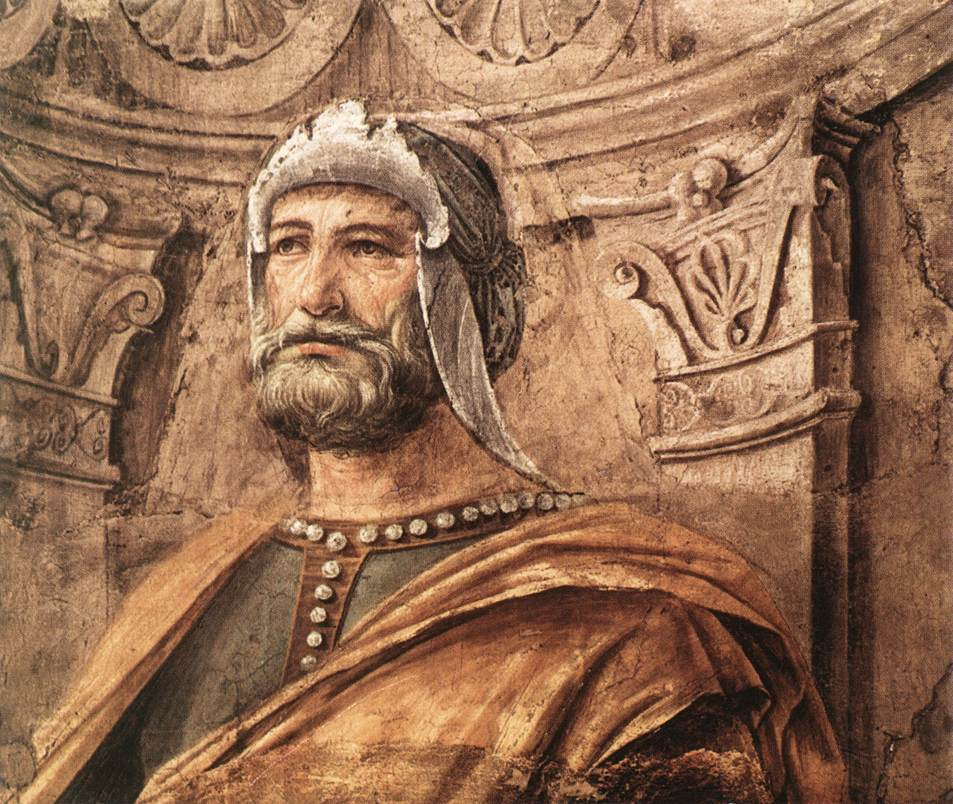
Bramante, Uomo d'arme, 1486-87, Milano, Pinacoteca di Brera

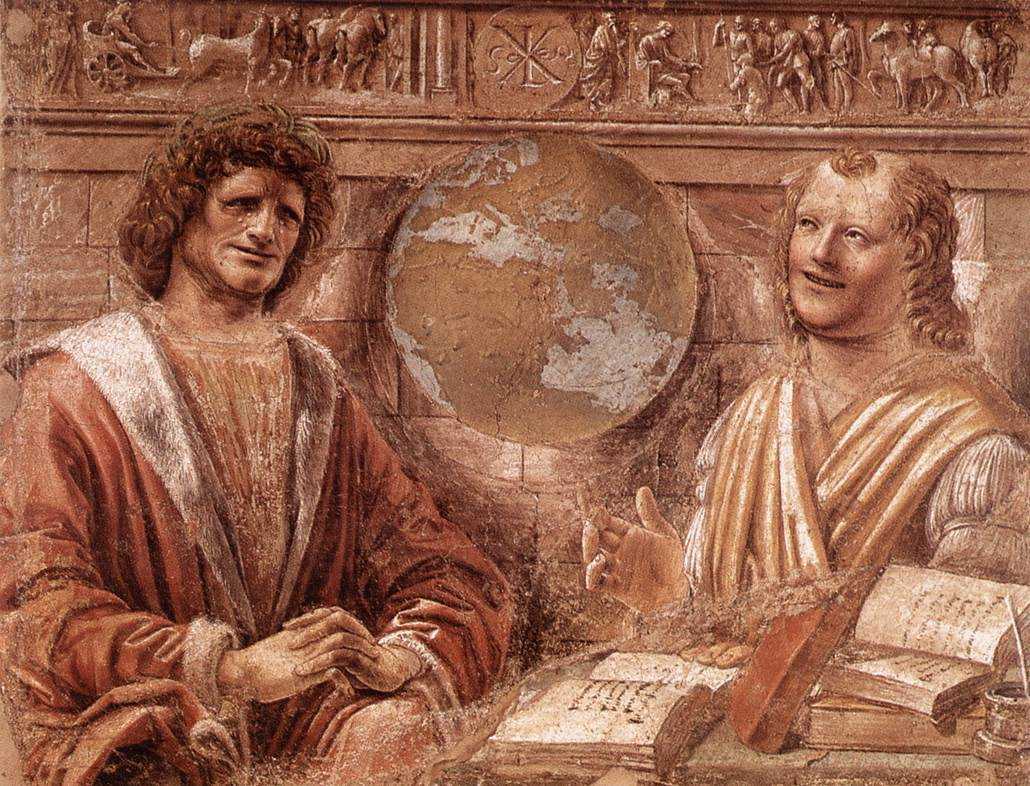
Eraclito e Democrito, 1486-87, Milano, Pinacoteca di Brera

Gli Uomini d'arme sono una serie di otto affreschi strappati di Donato Bramante, conservati nella Pinacoteca di Brera a Milano. Costituivano parte della decorazione a fresco della camera dei baroni di palazzo Visconti, poi Panigarola, un tempo esistente in via Lanzone a Milano. 

## Storia
Gli affreschi strappati costituiscono i frammenti superstiti della decorazione ad affresco eseguita da Donato Bramante negli anni ottanta del Quattrocento in una sala di Palazzo Panigarola, un tempo esistente in via Lanzone e oggi distrutto. Gli furono commissionati dal consigliere di corte Gaspare Ambrogio Visconti, allora proprietario della casa. 
La più antica testimonianza pervenutaci è quella del Lomazzo, che li descrive nel Cinquecento, quando il ciclo era ancora integro. Secondo la sua testimonianza, avrebbero rappresentato i più celebri uomini d'arme del tempo.

## Descrizione e stile
Appartengono al ciclo:
- Primo uomo d'arme
- Secondo uomo d'arme
- Terzo uomo d'arme
- Cantore
- Uomo dalla mazza
- Uomo dall'alabarda
- Eraclito e Democrito
- Uomo dallo spadone

I condottieri sono rappresentati all'interno di finte nicchie architettoniche, che contribuiscono a conferire loro una notevole forza prospettica. La nitida definizione delle figure e la chiara resa spaziale contribuiscono a conferire alle figure un'impronta statuaria. Queste caratteristiche della rappresentazione, insieme con la caratterizzazione archeologica dei costumi, contribuiscono ad avvicinare i soggetti ritratti ai condottieri della Roma antica. 
Questi affreschi rientrano nella tradizione rinascimentale dei cicli di uomini illustri, come il Ciclo degli uomini e donne illustri affrescati da Andrea del Castagno nella villa Carducci di Legnaia o gli Uomini illustri del passato e del presente ritratti nello Studiolo di Federico da Montefeltro.